# Dům Olympic Palace
Dům Olympic Palace, původně nazvaný Germania (česky Germánie), stojí v centru lázeňské části Karlových Varů v městské památkové zóně v ulici Zámecký vrch 618/41. Byl postaven v letech 1907–1910 ve stylu pozdní secese.
V roce 1991 byl prohlášen za kulturní památku, památkově chráněn je od 27. května 1991, rejstř. č. ÚSKP 20062/4-4561.

## Historie
Na místě současného objektu původně stával starší klasicistní dům rodiny Stadlerovy zvaný Germania. V roce 1860 byl přestavěn podle plánů místního stavitele Georga Fülly.
Počátkem 20. století zde tehdejší vlastník Friedrich Stadler nechal postavit nový, větší dům. Poloha novostavby byla vymezena v roce 1906. Prvotní stavební plány vypracoval karlovarský architekt Otto Stainl, finální projekt však dokončil až architekt Alfred Bayer. K realizaci stavby došlo pod vedením stavitele Josefa Walderta v letech 1907–1910.
Po roce 1918 dostal objekt název Hotel Olympic Palace. Po druhé světové válce se budova jmenovala Lázeňský dům Marx a roku 1991 byla s názvem Lázeňský dům Olympic prohlášena za kulturní památku.

## Ze současnosti
V roce 2014 byl dům uveden v Programu regenerace Městské památkové zóny Karlovy Vary 2014–2024 v části II. (tabulková část 1–5 Přehledy) v seznamu nemovitých kulturních památek na území MPZ Karlovy Vary s aktuálním stavem „nevyhovující“.
V současnosti (srpen 2021) je dům evidován jako objekt občanské vybavenosti ve vlastnictví společnosti KZET a.s. Je provozován jako lázeňský hotel Olympic Palace.

## Popis
Dům se nachází v ulici Zámecký vrch 618/41. Jedná se o náročně řešenou representační lázeňskou stavbu. Řadový čtyřpodlažní dům s obytnou mansardou je zde kvalitním příkladem secesní architektury s barokizujícími detaily. Osmiosé průčelí je bohatě komponováno a oživeno balkóny. V segmentovém štítu je osazena socha Svobody.

## Zajímavosti

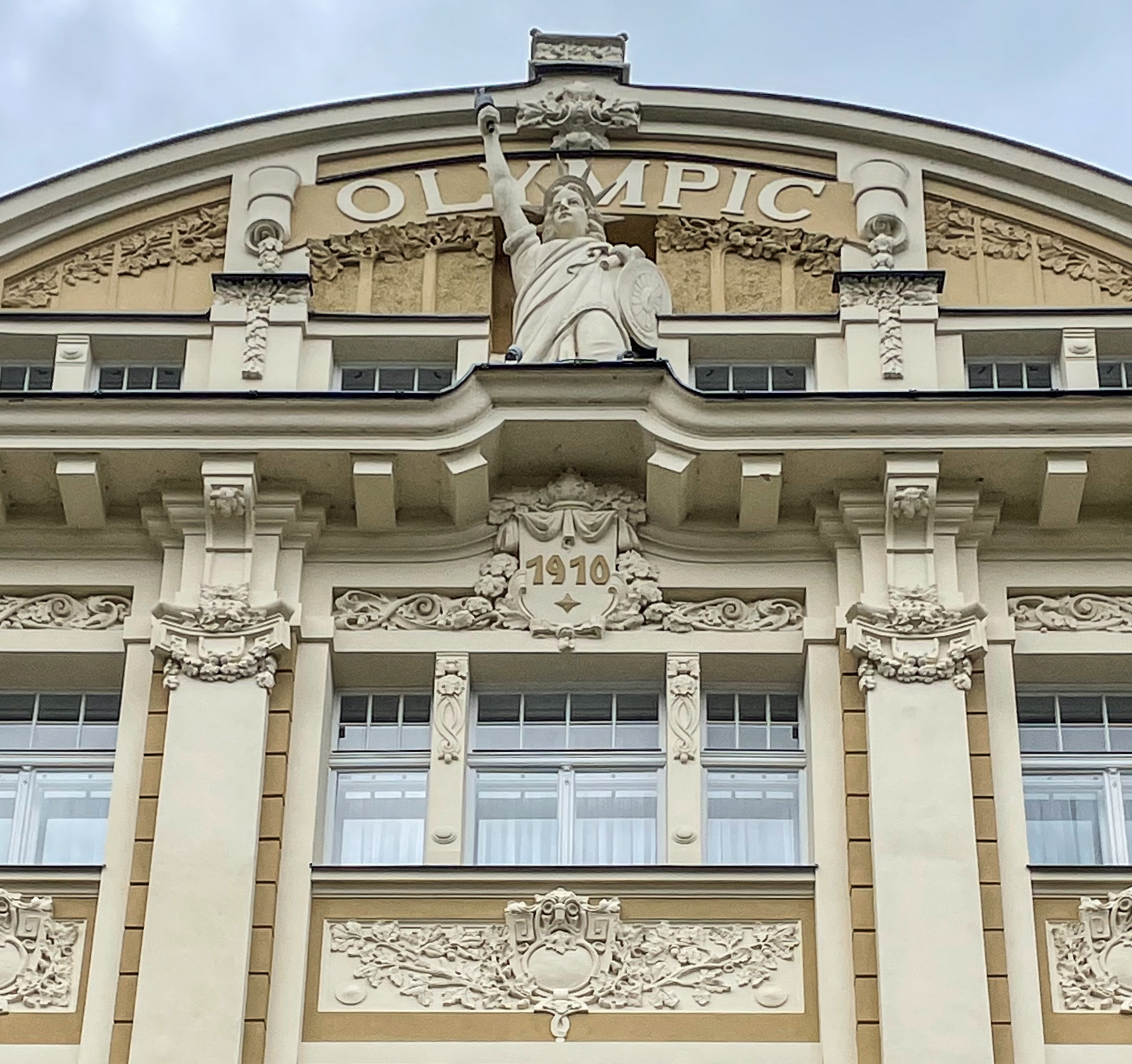
Socha Svobody ve vrcholu štítu budovy

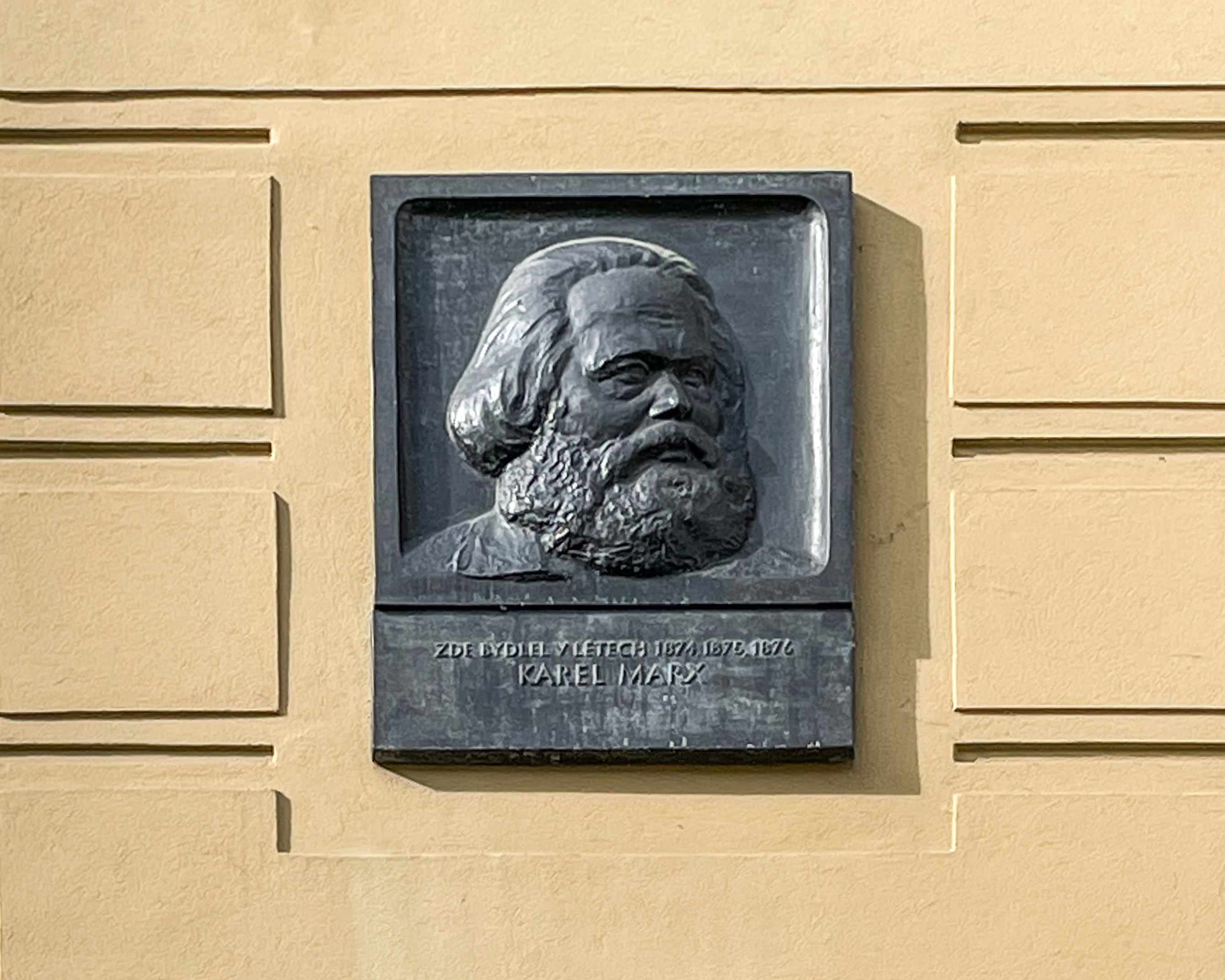
Pamětní deska připomínající Marxovy lázeňské pobyty

### Socha Svobody
Ve vrcholu štítu budovy tehdejšího původního názvu Germania měla být podle projektu umístěna socha okřídlené Germanie. Zajímavostí je, že zde místo této postavy byla osazena socha Svobody, s korunou se sedmi paprsky, držící v pravé ruce pochodeň a v levé štít a svitek pergamenu.

### Karl Marx v penzionu Germania
U vchodu domu Olympic Palace byla instalována pamětní deska s reliéfem tváře Karla Marxe, vytvořena sochařem Karlem Kunešem ml. Připomíná, že na tomto místě, v původním penzionu Germania, Marx bydlel při svých třech lázeňských pobytech v letech 1874, 1875 a 1876. Jeho léčby v Karlových Varech připomíná i nedaleký pomník.
Budova se po druhé světové válce jmenovala Lázeňský dům Marx.